# 井上孝太郎
井上 孝太郎（いのうえ こうたろう、1898年3月29日 - 1984年5月23日）は、日本の教育者。

## 経歴
井上為三郎の三男として福岡県に生まれる。1933年東京文理科大学（東京教育大学文学部・理学部の前身）数学科を卒業。
1949年4月より1958年3月まで福岡県立修猷館高等学校館長（校長）を務め、小倉市（現・北九州市）の常盤高等学校校長を経て、1960年11月より1963年1月まで純真女子高等学校（現・純真高等学校）校長、および純真女子短期大学（現・純真短期大学）学長に就任する。その間、1961年1月福岡県教育委員に挙げられ、後に同委員長を務める。
その後、精華女子短期大学学生部長、福岡家庭裁判所調停委員などを務めた。